# Erin (New York)
Erin è un comune degli Stati Uniti d'America, situato nello Stato di New York, nella contea di Chemung.